# Neuwiller-lès-Saverne
Neuwiller-lès-Saverne è un comune francese di 1 189 abitanti situato nel dipartimento del Basso Reno nella regione del Grand Est.

## Società

### Evoluzione demografica
Abitanti censiti